# Jakubów (Białobrzegi)
Pour les articles homonymes, voir Jakubów.
Jakubów (prononciation : [jaˈkubuf]) est un village polonais de la gmina de Stara Błotnica dans le powiat de Białobrzegi de la voïvodie de Mazovie dans le centre-est de la Pologne.
Il se situe à environ 4 kilomètres au nord de Stara Błotnica (siège de la gmina), 8 kilomètres au sud de Białobrzegi (siège du powiat) et à 71 kilomètres au sud de Varsovie (capitale de la Pologne).

## Histoire
De 1975 à 1998, le village appartenait administrativement à la voïvodie de Radom.